# Johannes Kriebitzsch
Johannes Kriebitzsch (* 28. Juli 1857 in Halberstadt; † 7. Februar 1938 in Mannheim) war ein deutscher Glasmaler, der vor allem in der Pfalz und im nördlichen Baden Bleiglasfenster für Kirchen fertigte.

## Leben
Johannes Kriebitzsch gründete am 3. März 1890 mit seinem Kompagnon Voege im Mannheimer Stadtteil Lindenhof die Firma Glasmalerei Kriebitzsch und Voege, die nach dem Ausscheiden seines Teilhabers im Jahr 1906 in Glasmalerei Kriebitzsch umbenannt wurde.
Das Unternehmen arbeitete sowohl für evangelische als auch für katholische Auftraggeber und erhielt bei der Karlsruher Glasmalereiausstellung von 1901, veranstaltet vom Badischen Kunstgewerbe-Verein, eine Medaille für das Fenster mit der Darstellung der hl. Katharina, das sich in der Heilig-Geist-Kirche in Mannheim befand.
Während des Ersten Weltkriegs war die Arbeit der Glasmalerei unterbrochen und wurde erst Ende 1917 mit zwei kriegsuntauglichen Mitarbeitern wieder aufgenommen. Johannes Kriebitzsch übergab wegen einer Krankheit im Jahr 1930 seine Firma an den langjährigen Mitarbeiter Erwin Drinneberg.
Kriebitzsch fertigte seine Glasfenster teilweise nach dem gleichen Karton, der in Größe und Farbigkeit jeweils an den Auftrag angepasst wurde. Diese übliche Praxis führte dazu, dass z. B. seine Christusfigur in ähnlicher Form in den protestantischen Kirchen von Eisenberg (1900), Edenkoben (1905), Wachenheim an der Weinstraße (1906), Kleinbockenheim (1906), Battweiler (1907), Ramsen (1907) und Freimersheim zu sehen ist. In seiner Werkstatt entstanden über 30 Glasmalereiausstattungen für Kirchen der Protestantischen Landeskirche der Pfalz. In den Kirchen des Bistums Speyer, dessen Kirchenbezirk deckungsgleich mit dem der Protestantischen Landeskirche ist, können Kriebitzsch ebenfalls über 30 Glasmalereiausstattungen nachgewiesen werden. Zwischen 1912 und 1929 lieferte die Firma auch Verglasungen in Verbindung mit Ottfried Waldemar Stöckle.

## Werkverzeichnis (Auswahl)
- Mariä Himmelfahrt in Otterstadt (1891)
- St. Laurentius in Niederlustadt (1892)
- St. Georg in Münchweiler an der Rodalb (1894)
- St. Ägidius in Waldrohrbach (1894)
- Protestantische Kirche in Ellerstadt (1894)
- St. Petrus in Ketten in Imsweiler (1896)
- Protestantische Kirche in Jettenbach (1896)
- Markuskirche in Oggersheim (1898)
- St. Johannes in Kirchenarnbach (1899)
- St. Antonius in Mehlingen (1899)
- St. Ludwig in Bad Dürkheim (1900)
- St. Peter und Paul in Geinsheim (1900)
- St. Nikolaus in Neuleiningen (1900)
- St. Martin in Waldsee (1900)
- Protestantische Kirche in Eisenberg (1900)
- Protestantische Kirche in Erlenbach (1900)
- Protestantische Kirche in Mörsfeld (1900)
- Protestantische Kirche in Neuhofen (1900)
- St. Fronleichnam in Freimersheim (1901)
- St. Dreifaltigkeit in Ludwigshafen am Rhein (1901)
- St. Bartholomäus in Neupotz (1901)
- St. Leodegar in Gerolsheim (1902)
- St. Nikolaus in Ramstein (1902)
- Pauluskirche in Friesenheim (1902)
- Christuskirche in Mundenheim (1903)
- Protestantische Kirche in Edenkoben (1904)
- Protestantische Kirche in Eppstein (Pfalz) (1904)
- Protestantische Kirche in Freimersheim (1904)
- Zwölf-Apostel-Kirche in Frankenthal (1904)
- St. Andreas in Homburg-Erbach (1904)
- Kloster St. Maria in Otterberg (1904)
- St. Laurentius in Göcklingen (1905)
- St. Maximilian in Maxdorf (1905)
- St. Aegidius in Meckenheim (1905)
- St. Peter in Horbach (1905)
- St. Gangolf in Dudenhofen (1906)
- St. Laurentius in Weisenheim am Sand (1906)
- Protestantische Kirche in Contwig (1906)
- Martinskirche in Bockenheim an der Weinstraße (1906)
- Protestantische Kirche in Battweiler (1907)
- Protestantische Kirche in Ramsen (1907)
- Christuskirche in Haßloch (1908)
- St. Margaretha in Grethen (1908)
- Maria Geburt in Höchen (1908)
- Maria Lichtmeß in Reichenbach (1908)
- Protestantische Kirche in Böhl (1909)
- Protestantische Kirche in Bierbach (1910)
- St. Michael in Mörsfeld (1910)
- Lutherkirche in Fußgönheim (1911)
- Protestantische Kirche in Sankt Alban (1911)
- Friedenskirche in Grünstadt (1911)
- Protestantische Kirche in Nußbach (1912)
- Protestantische Kirche in Rathskirchen (1912)
- St. Silvester in Völkersweiler (1912)
- Stadtkirche in Kusel (1913–15)
- Mariä Himmelfahrt in Wiesbach  (1914)
- Protestantische Kirche in Landstuhl (1914)
- Protestantische Kirche in Maxdorf (1920)
- Pauluskirche in Friesenheim (1921)
- Protestantische Kirche in Weisenheim am Sand (1922)
- St. Jakobus in Breitenbach (1925)
- Protestantische Kirche in Hallgarten (1927)
- St. Peter in Hochdorf  (1929)
- Herz Jesu in Ludwigshafen am Rhein (1929)